# Света Троица (Бойница)
Вижте пояснителната страница за други значения на Света Троица.
„Света Троица“ е възрожденска православна църква във видинското село Бойница.

## История
Храмът е разположен в центъра на селото. Построен е в 1871 година, след като селото се измества от местността Койчов дол на днешното си място. Осветена е на 29 април 1871 година викарния епископ на Видинската митрополия Кирил Белоградчишки. Църквата е построена с помощта на поп Рачо, поп Анто, даскал Вълчо, чорбаджи Петко и селяните Жико Цоков, Пуйо Велков, Цоло Братков, Вълчо Цоков, Вълчо Найденов, Цоло Вълчков, Гачо Мильов и други. Църквата е изградена върху земя на Пуйо войвода, чиято къща се намирала срещу нея.
В храма служат свещениците Рачо и Анто от старата църква „Успение Богородично“ (1820) и други свещеници за кратко до 1898 година, когато е ръкоположен свещеник Константин Димитров от Горна Оряховица, който служи в храма 41 години. По времето на комунистическото управление в България храмът е дълги години затворен.

## Описание
Иконите в храма са изписани от дебърски майстори още в 1871 година. Подписани са от Евгений Попкузманов. Запазен е османският ферман и сметка на свещеника или настоятеля, в която е записано „на зографина дадох 2115“. Десетте олтарни икони демонстрират внушителни образи, но без вникване в анатомическата форма и строеж. Кузманов стилизира светлосянката, като остро определя границата между светло и тъмно. Кузманов се опитва да имитира Дичо Зограф. В храма работят и Кръстьо Аврамов и Кръсто Янков. В Бойнишката църква Кръстьо Аврамов рисува иконостасните табла под големите икони, които имат интересни сюжети, които в известни отношения превъзхождат творбите на баща му Аврам Дичов. От него е и иконата на Свети Теодор Тирон от 1897 година, както и редица целувателни икони.
В храма има необикновен мемориал – стъкленица с разпятие и имената на загиналите във войните бойничани.